# コミュニティ・ソーシャルワーカー
コミュニティ・ソーシャルワーカー（和製英語: Community social worker、略称：CSW）は、社会・地域福祉の取り組みを進めるためのソーシャルワークスタッフのことである。日本では大阪府で生まれ、大阪では一中学区につき一人の割合で置かれている。日本ではソーシャルワーカー（社会福祉士と精神保健福祉士）と混同されることがあるが、国家資格ではなく大阪独自の制度である。日本では福祉制度がまだ未分化、発展段階であり、制度の一本化、効率化、緻密化と横の連携が望まれている。今後全国で一層の発展が望まれる制度の一つである。

## 概要
イギリスで提案されたもので、日本では大阪府が最初に2004年に導入した。市町村によって、社会福祉協議会や高齢者施設が、雇用をする形をとっている。生活が困難な家庭や家族など、支援を必要としている人や地域に対しての援助を通して、地域と人とを結び付けたり、あるいは生活支援や公的支援制度の活用を調整するための「コミュニティ・ソーシャルワーク」を実践する専門職のことを一般には指す。
具体的には
1. 高齢者、生活保護受給者など、生活支援が必要な人たちを支援するための見守りや地域とのつながりを作るためのセーフティーネットの確立
2. 生活支援が必要な人から寄せられる相談への対応や必要な福祉・サービス利用申請の支援
3. 地域との住民活動への協働支援

などを行う。